# Фізулі (письменник)
Мухаммед Сулейман огли Фізулі (або Фузулі) (араб. فضولی‎‎; біля 1494, Кербела — 1556, там само) — туркоманський поет і вчений.
В Азербайджані Фізулі вважається засновником азербайджанської літератури та азербайджанської літературної мови.

## Життєпис
Фізулі народився в Іракеарабі (Месопотамії), в місті Кербела. Батько поета, Сулейман, що переселився з Азербайджану до Іраку, був муфтієм — релігійним главою — в містечку Хілла. Батько Фізулі зміг дати синові відмінну для того часу освіту: окрім арабської і перської мов, він ґрунтовно вивчив математику, астрономію, медицину, логіку, чудово розбирався в поезії своїх попередників — Фірдоусі, Нізамі, Хагані, Хафіза, Навої і інших. Майже все життя Фізулі провів в Багдаді, одному з культурнейших і багатих міст того часу.
Всього великим поетом написано 16 творів азербайджанською, перською та арабською мовами. З цих творів два перекладні, решта–тільки в оригіналі. Фізулі — переважно поет-лірик. Переважна більшість його поетичних творів — газелі, найбільший — поема «Лейлі і Меджнун». У своїх газелях Фізулі відобразив незадоволеність, переживання і сподівання простих людей, що зазнали розорення, гніт, зубожіння в результаті міжусобних воєн і боротьби між турецькими і перськими феодалами за гегемонію на Близькому Сході. Поет пристрасно обурювався проти безперервних грабіжницьких спустошливих воєн, проклинаючи їх винуватців — шахів і султанів («Та прогорить хай торжество панування»).
Вершиною творчості Фізулі є його романтична поема «Лейлі і Меджнун». Тема її запозичена з арабського фольклору; вона налічує близько 30 різних варіантів в різних літературах феодальної формації до XVI століття (перська, чагатайська, турецька, азербайджанська і ін.). Фізулі своєрідно і майстерно використовував цей фольклорний матеріал і створив достовірно оригінальну поему, що перевершила за своєю художньою виразністю всі попередні варіанти, поему, що стала пам'ятником страждань, безправної долі жінки Сходу. У цій поемі Фізулі оповідає про злощасну долю двох людей, що люблять і марно намагаються добитися особистого щастя. Фізулі вустами героя поеми Меджнун («Божевільний»), шукача правди і справедливості, оповідає про пригноблення людей своєї епохи. Лейлі і Меджнун — це східний Ромео і Джульєта; вони борються за нові відносини між людьми в умовах феодального світу і релігійного гніту. Романтичні герої Фізулі, полюбивши один одного, рвуть вікові традиції, відстоюють право на свободу особи. У поемі оспівана нова мораль, чужа ісламському миру, нові людські відносини.
Мова у Фізулі — народна, особливо в творах, написаних рідною мовою, — барвиста, глибоко емоційна і до цього дня цілком зрозуміла. Творчість Фізулі мала і має великий вплив на розвиток літератур народів Близького Сходу.

## Твори
- Эсэрлэри, ч. 1-4, Бакы, 1958-61
- Диваны, Бакы, 1958; в рос. пер. — Избранное, Баку, 1958
- Лейли и Меджнун, Москва, 1958
- Газели, Москва, 1959.